# Aleksander Lipski (zm. 1716)
Aleksander Lipski herbu Grabie (zm. w 1716 roku) – stolnik latyczowski w latach 1697–1715.
W 1707 roku był sędzią skarbowym ziemi przemyskiej.